# Immanuel Löw
Immanuel Löw (20 de enero de 1854, Szeged - 19 de julio de 1944, Budapest) fue un político, profesor, rabino, y botánico húngaro cuyas actividades estaban enraizadas en los principios teóricos y científicos de la botánica.

## Biografía
Aborigen de Szeged, Hungría, hijo del rabino Leopold Löw. Se educó en su ciudad natal y en Berlín, donde estudió en la "Hochschule für die Wissenschaft des Judentums" (Escuela de Estudios Judaicos), graduándose como rabino y recibiendo su doctorado por la Universidad de Leipzig en 1878.

## Rabino en Szeged
En 1878 sucedió a su padre como rabino de Szeged, Hungría. A partir de 1889 a 1900, publicó los escritos recogidos de su padre, en cinco volúmenes. La multa Szeged sinagoga construida en 1903 fue diseñado de acuerdo a los planes de Löw. En el 'Terror Blanco desde 1920 hasta 1921 fue encarcelado durante 13 meses por supuestas declaraciones contra el almirante Miklós Horthy. Mientras estaba en prisión, trabajó en su obra de cuatro volúmenes Die flora der Juden ("La flora de los Judíos"), en la terminología de las plantas en las fuentes judías. Fue un famoso predicador y 1900-39, se han publicado cuatro volúmenes de sus sermones. Su prestigio académico se apoya en su lexicografía rabínica y los estudios de artefactos. En 1883 publicó un libro de oraciones para las mujeres húngaras y tradujo el Cantar de los Cantares y algunos salmos en húngaro.

## Trabajo académico
La fama de Löw como académico se basó principalmente en su trabajo pionero en el campo de la lexicografía rabínica Talmud y en el estudio de los nombres de las plantas. Este interés especial es evidente en su tesis doctoral Aramäische Pflanzennamen (arameo Plant Names) (1879), así como en Meleagros aus Gadara und die Flora Aramaea (1883). Löw exploró sistemáticamente los fundamentos de la terminología vegetal en diferentes períodos de los idiomas hebreo y arameo, dominó los métodos científicos más recientes en ese campo, se familiarizó con las fuentes literarias de nombres de plantas, e hizo uso cuidadoso de material manuscrito. Con la ayuda de las lenguas semíticas, especialmente siríaco, aclaró muchas etimologías. Tuvo gran influencia en los futuros estudiosos, sobre todo Yehuda Feliks, que lo considera uno de los mayores estudiosos de la botánica judía.
Tanto en el campo de la vida silvestre, así como minerales, publicó más artículos en publicaciones académicas. Escribió Mineralien der Juden ("Los minerales de los Judíos") pero su manuscrito se perdió durante el Holocausto en 1944. Una parte de su legado literario llegó a la Biblioteca Nacional de Israel en Jerusalén, y otra parte en el seminario rabínico de Budapest.

## La vida política
Desde 1927 Immanuel Löw representaba las comunidades Neolog (no-ortodoxa) de Hungría en la cámara superior de la Dieta de Hungría. También fue miembro de la Agencia Judía 1926 a 1929. En 1944, durante la ocupación nazi de Hungría, cuando tenía 90 años, los alemanes le enviaron a una fábrica de ladrillos y fue seleccionado para su deportación. Fue aceptado en el tren de Kastner, que se creó para permitir que la élite judía de Hungría escapase de los nazis, pero murió cuando llegó a Budapest, antes de que pudiera abordar el tren.

## Honores
- Miembro de la Academia de Ciencias de Hungría

## Algunas publicaciones
- Aramaeische pflanzennamen, von Immanuel Loew. Mit unterstuetzung der K. Akademie der wissenschaften in Wien. Pp. 490. Leipzig: W. Engelmann, 1881

- Der biblische 'ezob, p. 30. Viena: In Kommission bei A. Hölder, 1909

- Die flora der Juden. 4 v. in 5. Viena: Leipzig, R. Löwit, 1924–34

- Gesammelte Schriften / Leopold Low; ed. von Immanuel Loew. Nachdr. d. Ausg. Szegedin 1889-1900. 5 v. Hildesheim; New York : Olms, 1979.

- Rashuyot: mikhtamim ve-khatavot / me-et Libesh Lef u-veno `Imanu'el. Yerushalayim : [h. mo. l.], 698 [1937 o 1938] (en hebreo)

- La abreviatura «I.Löw» se emplea para indicar a Immanuel Löw como autoridad en la descripción y clasificación científica de los vegetales.[1]